# Gangsta's Paradise (chanson)
Pour l'album, voir Gangsta's Paradise.
Singles de Coolio
It Takes a Thief Bitch
(1994) Mama I'm in Love wit a Gangsta
(1995)
Gangsta's Paradise est une chanson de rap de Coolio et L. V., présente sur la bande originale du film Esprits rebelles sorti le 9 août 1995, ainsi que sur les albums Gangsta's Paradise de Coolio et I Am L.V. de L.V., sortis en 1995 et 1996.
La chanson reprend le refrain et la musique de la chanson de Stevie Wonder Pastime Paradise sortie en 1976. Stevie Wonder a d'ailleurs chanté Gangsta's Paradise avec Coolio et L.V. à la cérémonie des Billboard Awards en 1995.
Gangsta's Paradise a été le single le plus vendu de l'année 1995 et s'est écoulé à près de 6 millions  d’exemplaires à travers le monde,.
La chanson a été nommée pour le Grammy Award de l'enregistrement de l'année en 1996 et a reçu un Grammy Award dans la catégorie « Best Rap Solo Performance » pour cette chanson. Elle a aussi été choisie comme meilleur single de l'année dans le The Village Voice Pazz & Jop critics poll. Elle est également placée à la 69e position sur les meilleures chansons de tous les temps selon le magazine Billboard (Billboard's Greatest Songs of All-Time). Gangsta's Paradise est classée numéro un des ventes de singles en 1995 aux États-Unis. En 2008, la chanson a été classée 38e meilleure chanson de hip-hop selon VH1 (VH1's 100 Greatest Songs of Hip Hop).

## Paroles et musique
La musique est une adaptation de la chanson Pastime Paradise de Stevie Wonder, figurant sur son album Songs in the Key of Life de 1976. Gangsta's Paradise utilise le même rythme mais une orchestration différente de la musique en arrière-plan. Coolio a modifié les paroles de manière à les faire coïncider avec la vie dans les rues.
La chanson commence par une phrase du psaume 23:4 de la Bible : « Quand je marche dans la vallée de l'ombre de la mort », mais ensuite diverge avec « Je regarde ma vie / Et réalise qu'il n'en reste rien ». Cette citation est associée à une chorale.
La plupart des paroles sont sombres et tragiques, elles sont une critique de la violence et de la tragédie d'une vie de « gangsta » comme dans ces paroles chantées par L.V. : « Dis-moi pourquoi sommes nous trop aveugles pour voir / Que ceux à qui nous faisons du mal sont toi et moi ».

## Clip vidéo
Le clip vidéo de la chanson a été réalisé par Antoine Fuqua de Propaganda Films et contient des scènes avec Michelle Pfeiffer tirées du film Esprits rebelles.
Quand Coolio a gagné le prix de la meilleure vidéo rap aux MTV Video Music Awards de 1996, il a dit dans une conférence de presse que Bone Thugs-N-Harmony l'aurait mérité pour Tha Crossroads.

## Performance dans les charts
Le single a atteint la 1re place des classements en Allemagne, Australie, Autriche, Belgique, au Danemark, aux États-Unis, en Finlande, en France, Irlande, Italie, Norvège, Nouvelle-Zélande, aux Pays-Bas, au Royaume-Uni, en Suède et en Suisse, en faisant ainsi le single de Coolio ayant eu le plus de succès.
Aux États-Unis, le single a passé douze semaines dans le top 2 du Billboard Hot 100 pendant lesquelles, trois semaines à la 1re place et neuf à la 2e, faisant de Gangsta's Paradise la 4e des chansons ayant passé le plus de semaines à la 2e place dans le Hot 100[réf. nécessaire].
Au Royaume-Uni, Gangsta's Paradise s'est classé deux semaines consécutives à la 1re place dans les charts britanniques, devenant ainsi le premier single "gangsta rap" à réussir une telle performance commerciale. Il est par ailleurs devenu le premier single de rap à se vendre à plus d'un million d'exemplaires dans ce pays, avec 1 450 000 exemplaires vendus,. De plus, après que Coolio a participé à l'émission Celebrity Big Brother au Royaume-Uni en 2009, Gangsta's Paradise est entré à nouveau dans les charts anglais, atteignant la 31e place.

## Parodies et reprises
- Amish Paradise de Weird Al Yankovic est une parodie qui est sortie en 1996 et a atteint la 53e place dans les charts américains. Coolio a dit qu'il n'avait pas donné sa permission pour la parodie, ce qui a provoqué des tensions entre les deux artistes. Yankovic a affirmé qu'on lui avait dit que Coolio avait donné son accord via son label et s'est excusé. À cause de cet incident, Yankovic ne fait maintenant plus que des parodies d'artistes qu'il a rencontrés personnellement. Aux Consumer Electronics Show en 2006 de XM Satellite Radio, Yankovic et Coolio se sont réconciliés. Yankovic a dit : « Je ne me souviens plus ce que l'on s'est dit exactement, mais c'était très amical. Je ne pense pas être invité à la prochaine fête d'anniversaire de Coolio, mais au moins, je peux arrêter de mettre ce gilet pare-balles au supermarché[18],[19]. »
- Le groupe de rock chrétien ApologetiX a également fait une parodie appelée Shepherd's Paradise (le paradis des bergers) basée sur le psaume 23.
- Une autre parodie est de Paul Shanklin, appelée Algore Paradise, dans laquelle il chante avec les voix de Al Gore et Bill Clinton. Les paroles sont devenues : « Tell me why is it / so hard to see / If he's really a man, or just a tree » (« Dis-moi pourquoi est-ce / si dur de voir / s'il est vraiment un homme, ou juste un arbre. »
- Ten Masked Men, un groupe de death metal, en a également fait une parodie[20].
- Le boys band Blue ainsi que le groupe russe Sturman George ont utilisé un sample de la version instrumentale pour leurs chansons respectives Curtain Falls et Ausweis.
- Le groupe de metalcore In Fear and Faith ainsi que le groupe death/thrash Artas ont tous deux repris la chanson[21],[22].
- La chanson est apparue dans un épisode de New York Undercover et dans un épisode de Ross Kemp on Gangs, un documentaire sur les gangs.
- On peut aussi entendre un court extrait de la chanson au cours du film Bad Teacher.
- La gagnante de la saison 8 de American Idol a fait un mashup de Gangsta's Paradise et Heartless de Kanye West pendant la tournée.
- Le rappeur français Tunisiano a repris l'instrumental et la mélodie de cette chanson dans le titre Biographie.
- Seth Rogen reprend le premier couplet dans une séquence de The Green Hornet.
- La chanson apparaît à deux reprises dans le film No Pain No Gain, lorsque le gang essaie d'enlever Victor Kershaw une première fois, puis lors du générique de fin.
- Le groupe Néo Zélandais Like a Storm a fait une reprise, le morceau est disponible sur l'EP Chaos Theory: Part I (2012) et l'album Awaken The Fire (2015)
- Dans la saison 5 de The Voice, un candidat surnommé MB14 reprend la chanson sans instrument. Il fait lui-même la boîte à rythme en beatbox, et utilise une pédale de looping. Il rejoint l'équipe de Zazie.
- En 2015, Postmodern JukeBox a fait une reprise avec un rythme rappelant les années 1920, époque de la prohibition aux États-Unis.
- Le groupe de punk post-hardcore Falling in Reverse en a fait un reprise [23]
- Dans l'épisode 9 de la saison 1 de la série Bojack Horseman, lorsque Diane et Mr Peanutbutter discutent au restaurant, Mr Peanutbutter lui dit de lui expliquer ses tracas et de lui parler comme s'il était Michelle Pfeiffer pendant qu'il tente de s'asseoir comme l'actrice dans le clip, mais sur une chaise à bras.
- La chanson a été utilisée pour la bande annonce du film Sonic, le film.
- Elle a également été utilisée pour la première bande-annonce du film Les Trois Mousquetaires : D’Artagnan
- En 2023, une version jazz, entièrement conçue par une technologie musicale d' Intelligence Artificielle (A.I), est produite. Le morceau est chanté par la voix de Frank Sinatra.

## Ventes et récompenses
| Billboard - Billboard Year-End Chart-Toppers 1995 - Top Hot 100 Single number one - Top Hot 100 Single Sales number one (3 000 000 de copies vendues) 3 × Platine Grammy Awards 1996 - Best Rap Solo Performance - Enregistrement de l'année (nommé) | MTV - MTV Video Music Awards 1996 - Meilleure vidéo rap - Meilleure vidéo tiré d'un film |

## Liste des pistes
CD single
1. Gangsta's Paradise — 4:00
2. Gangsta's Paradise (version instrumentale) — 3:49

CD single pistes bonus
1. Gangsta's Paradise — 4:02
2. Fantastic Voyage (version originale) — 4:05
3. Mama I'm In Love Wit A Gangsta (clean radio mix) — 4:09
4. Gangsta's Paradise (version instrumentale) — 3:50

CD maxi
1. Gangsta's Paradise — 4:00
2. Gangsta's Paradise (version instrumentale) — 3:49
3. Fantastic Voyage (version de l'album) par Coolio — 4:04

## Classements et certifications

### Classements hebdomadaires
| Classement (1995)                       | Meilleure position |
| --------------------------------------- | ------------------ |
| Allemagne (Media Control AG)            | 1                  |
| Australie (ARIA)                        | 1                  |
| Autriche (Ö3 Austria Top 40)            | 1                  |
| Belgique (Flandre Ultratop 50 Singles)  | 1                  |
| Belgique (Flandre VRT Top 30)           | 1                  |
| Belgique (Wallonie Ultratop 50 Singles) | 1                  |
| Canada (100 Hit Tracks)                 | 29                 |
| Canada (Dance)                          | 3                  |
| Danemark (IFPI)                         | 1                  |
| États-Unis (Billboard Hot 100)          | 9                  |
| États-Unis (Cash Box)                   | 1                  |
| États-Unis (Hot R&B Singles)            | 2                  |
| États-Unis (Rap Singles)                | 1                  |
| États-Unis (Rhythmic Top 40)            | 2                  |
| États-Unis (Billboard Hot 100)          | 1                  |
| États-Unis (Top 40 Mainstream)          | 17                 |
| Europe (Eurochart Hot 100)              | 1                  |
| Finlande (Suomen virallinen lista)      | 1                  |
| France (SNEP)                           | 1                  |
| Irlande (IRMA)                          | 1                  |
| Italie (FIMI)                           | 1                  |
| Norvège (VG-lista)                      | 1                  |
| Nouvelle-Zélande (RMNZ)                 | 1                  |
| Pays-Bas (Nederlandse Top 40)           | 1                  |
| Pays-Bas (Single Top 100)               | 1                  |
| Pologne (Classements Singles)           | 3                  |
| Royaume-Uni (UK Singles Chart)          | 1                  |
| Royaume-Uni (UK R&B Chart)              | 1                  |
| Suède (Sverigetopplistan)               | 1                  |
| Suisse (Schweizer Hitparade)            | 1                  |

| Classement (2009)              | Meilleure position |
| ------------------------------ | ------------------ |
| Royaume-Uni (UK Singles Chart) | 31                 |

| Classement (2011)              | Meilleure position |
| ------------------------------ | ------------------ |
| États-Unis (Hot Digital Songs) | 45                 |
| France (SNEP)                  | 55                 |
| Royaume-Uni (UK Singles Chart) | 75                 |

| Classement (2012)              | Meilleure position |
| ------------------------------ | ------------------ |
| France (SNEP)                  | 166                |
| Royaume-Uni (UK Singles Chart) | 63                 |

| Classement (2013) | Meilleure position |
| ----------------- | ------------------ |
| France (SNEP)     | 31                 |

| Classement (1995)               | Position |
| ------------------------------- | -------- |
| Allemagne (Media Control AG)    | 2        |
| Australie (ARIA)                | 1        |
| Autriche (Ö3 Austria Top 40)    | 21       |
| Belgique (Flandre Ultratop 50)  | 4        |
| Belgique (Wallonie Ultratop 50) | 6        |
| Canada (Top 50 Dance Tracks)    | 45       |
| États-Unis (Billboard Hot 100)  | 1        |
| États-Unis (Cash Box)           | 12       |
| France (SNEP)                   | 7        |
| Pays-Bas (Nederlandse Top 40)   | 23       |
| Pays-Bas (Single Top 100)       | 5        |

| Classement (1996)               | Position |
| ------------------------------- | -------- |
| Autriche (Ö3 Austria Top 40)    | 6        |
| Belgique (Flandre Ultratop 50)  | 16       |
| Belgique (Wallonie Ultratop 50) | 8        |
| Italie (FIMI)                   | 1        |
| Pays-Bas (Single Top 100)       | 55       |
| Suisse (Schweizer Hitparade)    | 15       |

| Classement (1990–1999)         | Position |
| ------------------------------ | -------- |
| Autriche (Ö3 Austria Top 40)   | 22       |
| États-Unis (Billboard Hot 100) | 13       |

| Pays              | Certification | Date            | Ventes certifiées |
| ----------------- | ------------- | --------------- | ----------------- |
| Allemagne (BVMI)  | 2 × Platine   | 1996            | 1 000 000         |
| Australie (ARIA)  | 3 × Platine   | 1996            | 210 000           |
| Autriche (IFPI)   | Platine       | 8 janvier 1996  | 30 000            |
| États-Unis (RIAA) | 3 × Platine   | 23 février 1996 | 3 000 000         |
| Norvège (IFPI)    | 4 × Platine   | 1996            | 40 000            |
| Pays-Bas (NVPI)   | Platine       | 1995            | 75 000            |
| Royaume-Uni (BPI) | 3 × Platine   | 6 décembre 2019 | 2 000 000         |